# Felipe Solá (Buenos Aires)
Felipe Solá es una localidad del sur de la provincia de Buenos Aires, Argentina, perteneciente al partido de Puan. Se llama así en homenaje al español Felipe Solá, quien donó tierras para construir la estación ferroviaria.

## Ubicación
Se encuentra a 68 km al sur de la ciudad de Puan sobre la ruta provincial 76.

## Población
Cuenta con 626 habitantes (Indec, 2010), lo que representa un descenso del 6% frente a los 663 habitantes (Indec, 2001) del censo anterior.
| Gráfica de evolución demográfica de Felipe Solá entre 1991 y 2010 |
|                                                                   |
| Fuente: Censos nacionales del INDEC                               |

## Historia
Fundada el 20 de enero de 1908, el epónimo recuerda al español Felipe Solá, donante de las tierras necesarias para construir la estación ferroviaria.
Don Felipe Sola, se radicó en  Argentina en el año 1880 para ejercer la profesión de médico en la clínica psiquiátrica que fundó junto a los doctores Rafael Herrera Vega y Eduardo Pérez, ubicada en la avenida Montes de Oca (actualmente Entre Ríos 2144, Capital Federal).
Se desempeñó como presidente del Club Español; también como Director del Banco Patriótico Español, Director del Hospital Español y médico en el Hospital de Aliviados.
El 18 de diciembre de 1882 don Felipe Sola compró los lotes 56 y parte del 45 del Partido de Puán (según duplicado de mensura n.° 31 del Partido de Puán).
A su fallecimiento, el 5 de agosto de 1897, el mencionado campo comprado por el distinguido médico fue adjudicado en condominio a su esposa e hijas.
La sucesión de Felipe Sola en 1907, solicita la fundación de un pueblo, sobre la estación del ferrocarril Buenos Aires al Pacífico (según duplicado de mensura n.° 76 de la dirección de Geodesia del Ministerio de Obras Públicas).
El trazado propuesto fue aprobado por el departamento de ingenieros, posteriormente, el 20 de enero de 1908.
Se trata de una localidad fundamentalmente agropecuaria que en la actualidad muestra su temple en la búsqueda de soluciones a problemas puntuales de los últimos años derivados en el fracaso de las cosechas y, por consiguiente, escasez de fuentes de trabajo.
Varias entidades componen la actividad sociocultural de esta localidad: Bomberos Voluntarios, Club Juventud Agraria, Club 9 de Julio, Cooperativa de Obras y Servicios Públicos, Asociación de Ganaderos y Agricultores, Comisión de Fomento Centro de Jubilados y Pensionados, Comisión de Cultura y biblioteca “Bernardino Rivadavia, Museo Tren del Recuerdo y Centro Criollo Atahualpa Yupanqui que todos los años en el mes de septiembre realiza su destrezas criollas.
Un complejo polideportivo con pileta de natación permite, además, el desarrollo de las distintas disciplinas deportivas formativas y competitivas.

## Instituciones
La Escuela n.° 4 Pedro Bonifacio Palacios fue creada el 10 de julio de 1905 tras un largo peregrinaje tuvo su traslado definitivo a la localidad de Felipe Solá el 1° de agosto de 1908, funcionando en sus comienzos en la esquina avenida Belgrano y Chiclana, propiedad del señor Tessone.
En 1911, nuevamente fue trasladada a la casa del señor Bruschi a quien se le abonaba una suma de dinero en carácter de alquiler.
En 1929 un nuevo cambio hace que la escuela pase a funcionar en el club agrario (hoy salón comunitario) abonando un alquiler al señor Campanela, propietario del salón. Desde marzo de 1932 hasta el 30 de noviembre de 1950 la escuela pasó a funcionar en el local perteneciente a la señora Ampero R. de Montero.
A partir del año 1950 se traslada a lo que es ahora el actual edificio. En homenaje al maestro rural, poeta y pintor, la escuela lleva el nombre Pedro B. Palacios.
La asociación cooperadora comenzó a funcionar en 1935 colaborando permanentemente con la institución. Desde aquellos años hasta hoy, los objetivos perseguidos de cada integrante de esta asociación es sin duda el bienestar de los niños. Actualmente, la escuela funciona con jornada completa, proyecto aprobado el 15 de junio de 2000. El horario de clases es de 9 a 17. Cuenta con dieciocho docentes y cinco auxiliares.
El Instituto Secundario "San Felipe" inició su ciclo lectivo el 16 de marzo de 1970 con 30 alumnos. El párroco Juan A. Filippe fue su primer representante legal, profesor y principal baluarte del establecimiento. Dependiendo del arzobispado de Bahía Blanca (Bs.As.), se inició como un verdadero ejemplo de esfuerzo comunitario, ya que pudo erigirse mediante la donación de lanares, vacunos y dinero en efectivo.

## Lugares de Interés
- Capilla "San Felipe:  templo católico, cuya primera misa se realizó en el año 1939 y un año después fue bendecida. Actualmente, se efectúan misas cada 15 días.
- Ermita "Virgen de Lourdes": Gruta realizada íntegramente con troncos y piedras, ubicada en las instalaciones del polideportivo municipal.
- Monumento a la Madre: Ubicado en la plaza Eva Perón, en honor a las madres de la localidad.
- Polideportivo municipal: Predio que cuenta con tres piletas, canchas de fútbol, juegos infantiles, parrillas y buena sombra, ideal para compartir un día entre amigos y familia.
- Campo de jineteada "Atahualpa Yupanqui": Predio del Centro Criollo del mismo nombre, el cual desarrolla actividades desde 1992. Inaugurado en octubre de 1997, cuenta con corrales, fogones, cantina, etc. Todos los años se desarrollan domas, destrezas y jineteadas en el mes de septiembre.
- Biblioteca Popular: Se inauguró en 2006, en ocasión del 99.º aniversario de la fundación del pueblo.[1]